# Maldegem
Maldegem is een gemeente in de Belgische provincie Oost-Vlaanderen. Deze gemeente in het noordwesten van de regio Meetjesland telt ruim 24.000 inwoners, waarvan er ruim 16.000 in Maldegem zelf wonen. De inwoners van Maldegem worden Maldegemnaars genoemd.
Maldegem heeft als bijnaam "die Loyale", een naam die het verkreeg toen Filips III van Maldegem zich in 1300 onderscheidde door zijn trouw aan de Vlaamse graaf Gwijde van Dampierre. Later is die naam dan overgenomen door Maldegem zelf.
Het achtervoegsel "-gem" stamt af van het Germaanse (Frankische) "-haim" (= heem, huis, woonplaats). Plaatsnamen die hierop eindigen stammen vaak uit de 10de eeuw. Maldegem betekent ‘vesting van (onbekende naam Germaanse leider)’.
Taalkundig gezien behoort het Maldegems duidelijk tot het West-Vlaams, hoewel het minder Franse leenwoorden bevat.

## Geschiedenis
In de omgeving van Maldegem was er sprake van Romeinse activiteiten. In de wijk Vake werden van 1984-1992 de overblijfselen van een Romeins kamp aangetroffen, gedateerd 171-173 n. Chr. Dit kamp had een vierkante oppervlakte met zijden van meer dan 155 meter.
Enkele akkers waren aanwezig gedurende de Karolingische tijd, omstreeks 800. Het dorp Maldegem ontwikkelde zich aan de Antwerpse Heirweg, aan de noordkant van een zandrug, en wel daar waar deze weg de Harinkweg kruiste, die van Aardenburg naar Kortrijk liep. Ten zuiden van Maldegem lag het Maldegemveld, een uitgestrekt heidegebied. Dit werd vanaf de 12e eeuw ontgonnen door de Proosdij van Papinglo (vanaf 1127), de Abdij Ter Doest via de Abdijhoeve van Burkel (vanaf 1230) en de Abdij van Zoetendale (vanaf 1215), in het noorden, die naast heide-ontginningen ook inpolderingen bewerkstelligde.
Vanaf omstreeks 1075 was Maldegem een belangrijke heerlijkheid. Het ambacht Maldegem, behorende tot de kasselrij het Brugse Vrije omvatte, naast het eigenlijke Maldegem, ook Adegem en Sint-Laureins.
Tijdens de godsdienstoorlogen werd, in 1577, het schip van de kerk verwoest.
In 1785 werd de steenweg van Brugge naar Gent aangelegd, waardoor de Antwerpse Heirweg als verbindingsader kwam te vervallen. In 1808 werd eveneens een weg naar Breskens aangelegd. Door dit alles won de markt van Maldegem aan belang. In 1887 werd een tramverbinding met Breskens aangelegd die tot 1949 bleef functioneren, waarna deze door een busverbinding werd vervangen. In 1862 kwam een spoorwegverbinding met Gent tot stand.
Het Fort te Strobrugge was in 1831 het toneel van schermutselingen in het kader van de Belgische Opstand, leidend tot de Belgische onafhankelijkheid. Enkele decennia later werden het Leopoldkanaal en het Schipdonkkanaal gegraven, die te Strobrugge bij elkaar komen en van daar parallel naar zee lopen.
Van 1846-1847 heerste er crisis, en men richtte kantwerkscholen op om werkloze meisjes en vrouwen op te vangen. Einde 19e eeuw was er veel bedrijvigheid, zoals: brouwerijen, jeneverstokerijen, leerlooierijen, maalderijen, bezembinderijen, steenbakkerijen, rietvlechterijen en klompenmakerijen. Ook in de 20e eeuw vond men er onder meer vlasverwerking, metaalbedrijven en voedingsmiddelenindustrie. Tegenwoordig zijn er diverse bedrijventerreinen.
In 2023 werden 165 middeleeuwse skeletten gevonden bij het oude stadhuis.

## Bezienswaardigheden
- Het gemeentehuis, ingehuldigd in juni1909, is gebouwd naar model van het stadhuis van Sint-Niklaas uit 1878, en dit gemeentehuis van Maldegem werd grotendeels gekopieerd door dat van Knokke uit 1913.
- De Sint-Barbarakerk.
- De dekenij, waarvan het oudste deel dateert uit de 16e-17e eeuw. Een recenter stuk dateert uit de 18e eeuw. In 2016 werd het gebouw gerenoveerd en trok men een nieuwe muur rond de dekenij op.
- Het Oud schepenhuis werd oorspronkelijk in 1525 gebouwd, maar werd in 1930 deels herbouwd.
- Het Oud Stadhuis. Dit werd in 1653 gebouwd naast het oud schepenhuis als conciërgerie en herberg met raadzaal voor het schepenhuis. De Maldegemse magistraat kocht het in 1644 als uitbreiding van het schepenhuis.
- Het Kasteel Reesinghe, waarvan het huidig gebouw dateert uit 1858
- Het Sint-Annakasteel
- Op de voormalige stationssite van Maldegem is een Stoomcentrum. Jaarlijks wordt daar een Stoomfestival gehouden.
- Het Agrarisch museum herbergt historisch landbouwalaam, oldtimertractoren en daarnaast ook gebruiksvoorwerpen van een smidse.
- Gidsenmonument met Leopard I-tank

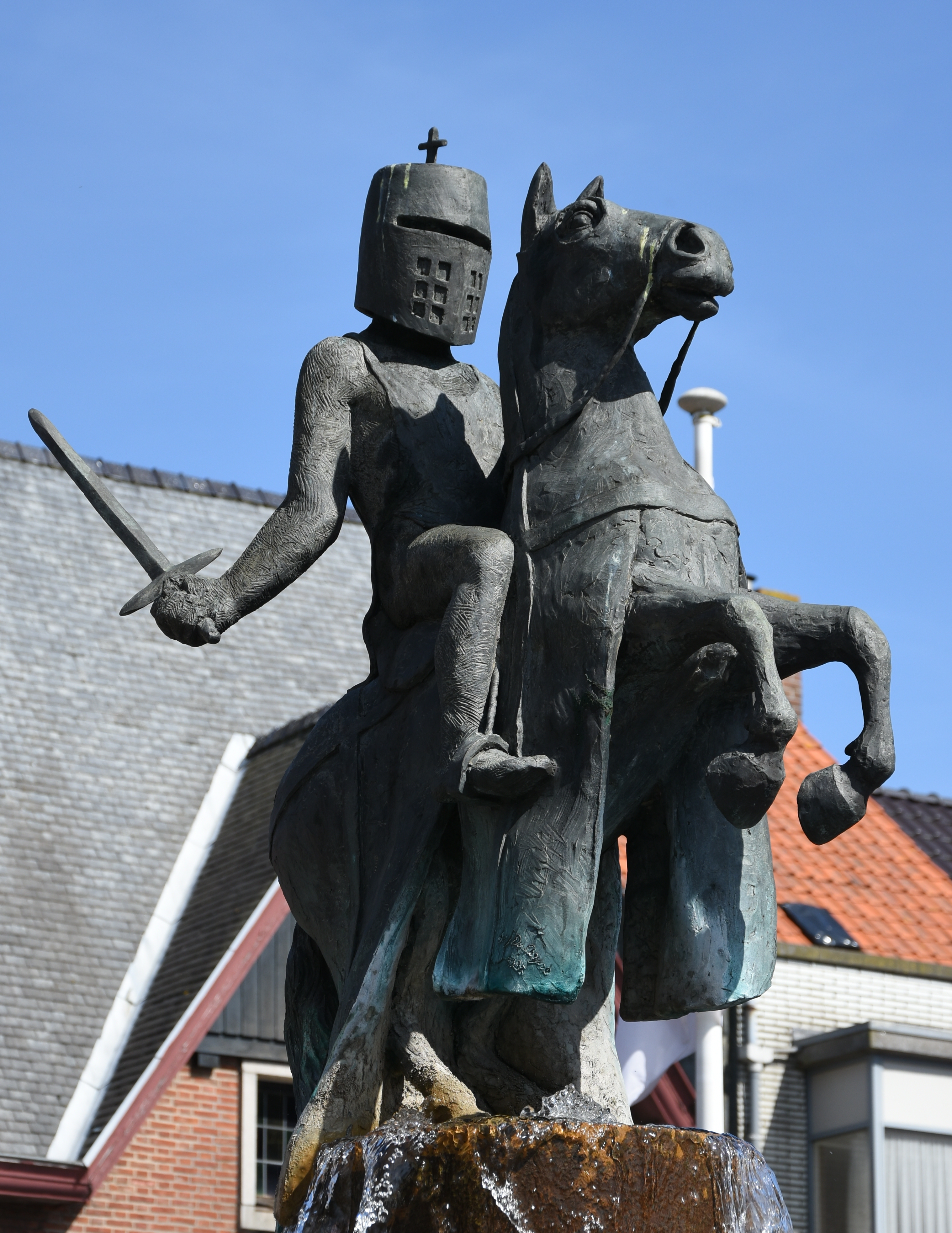
Salomon van Maldeghem op de markt
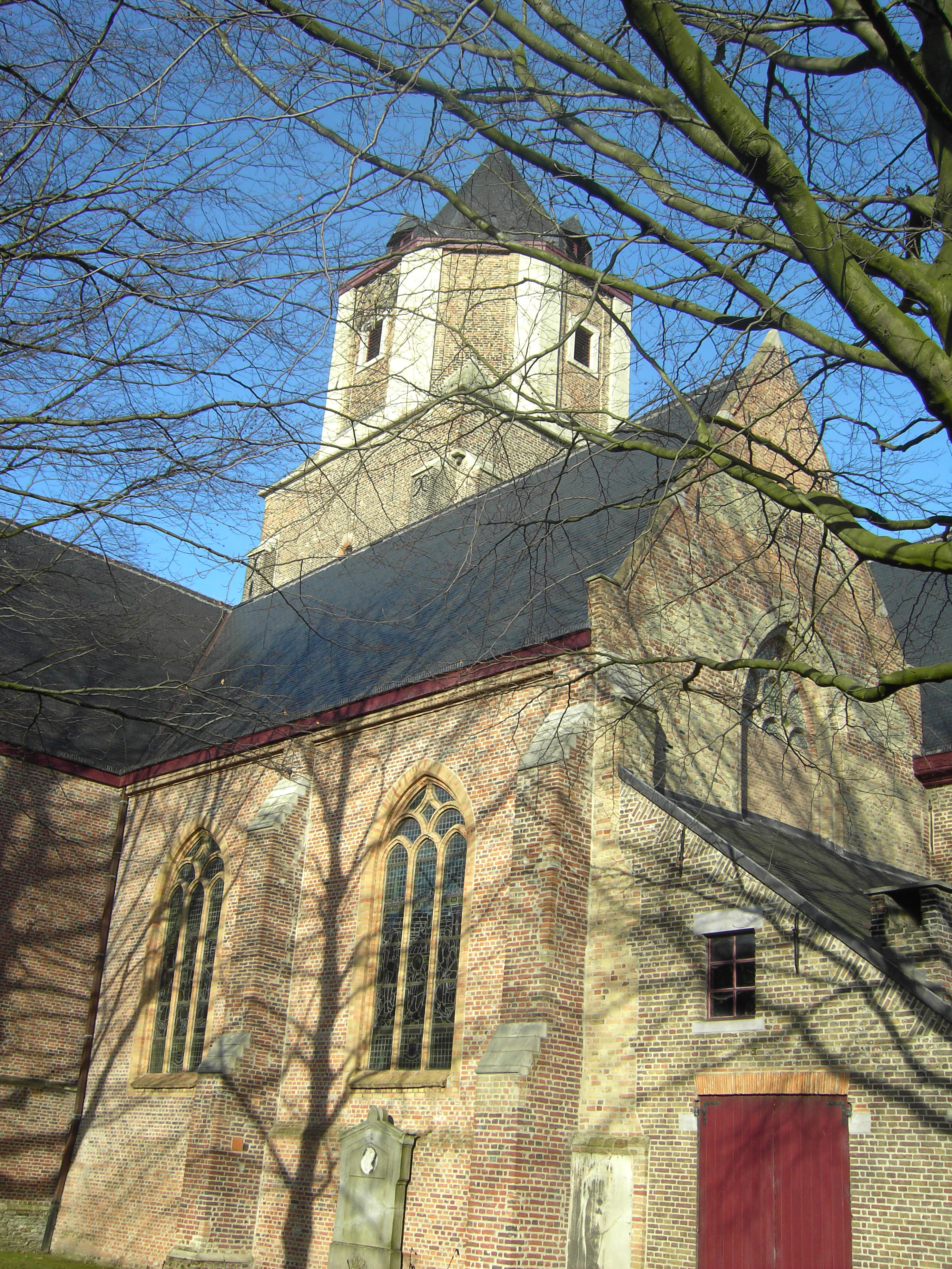
Sint-Barbarakerk
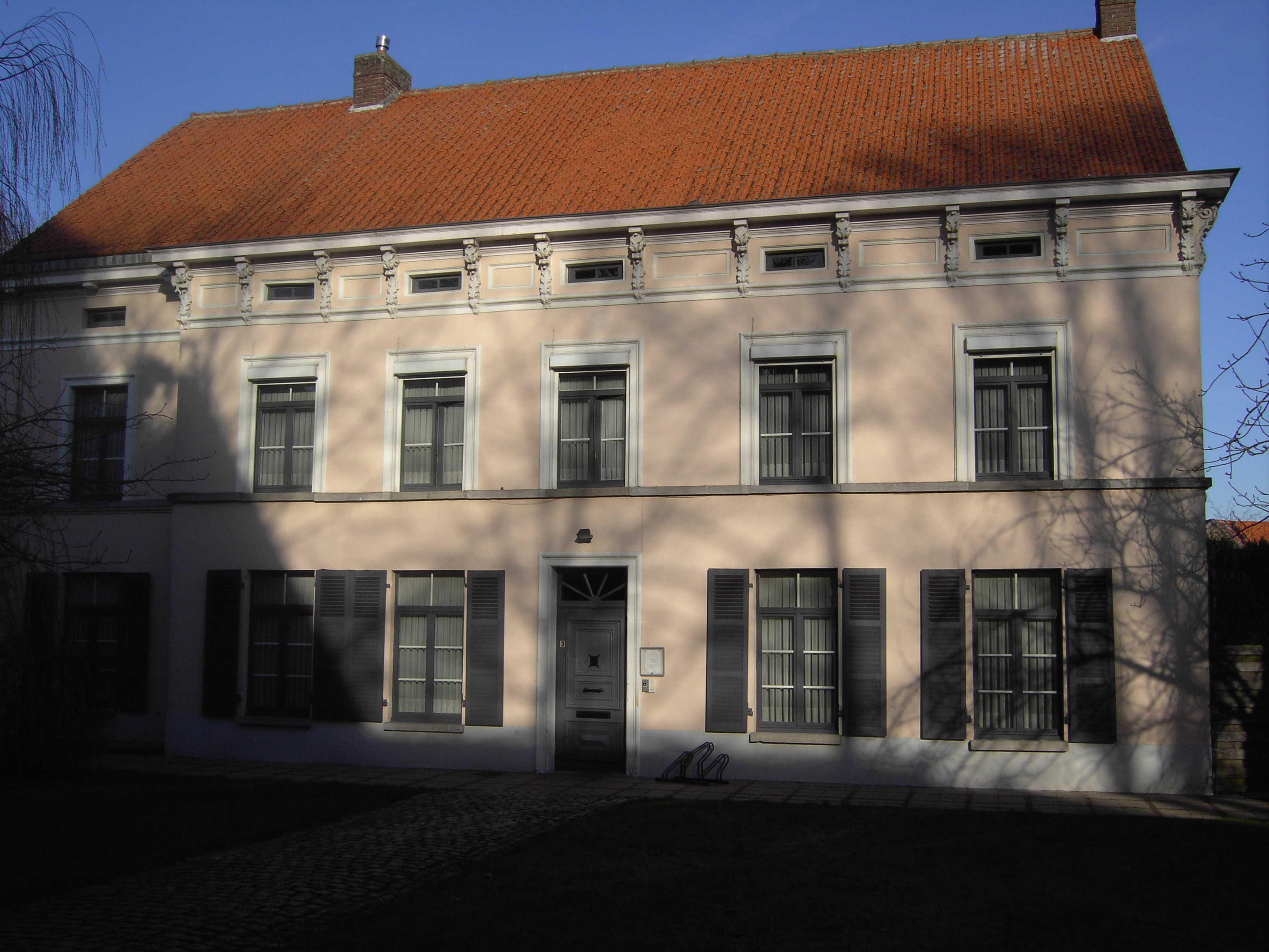
De Dekenij
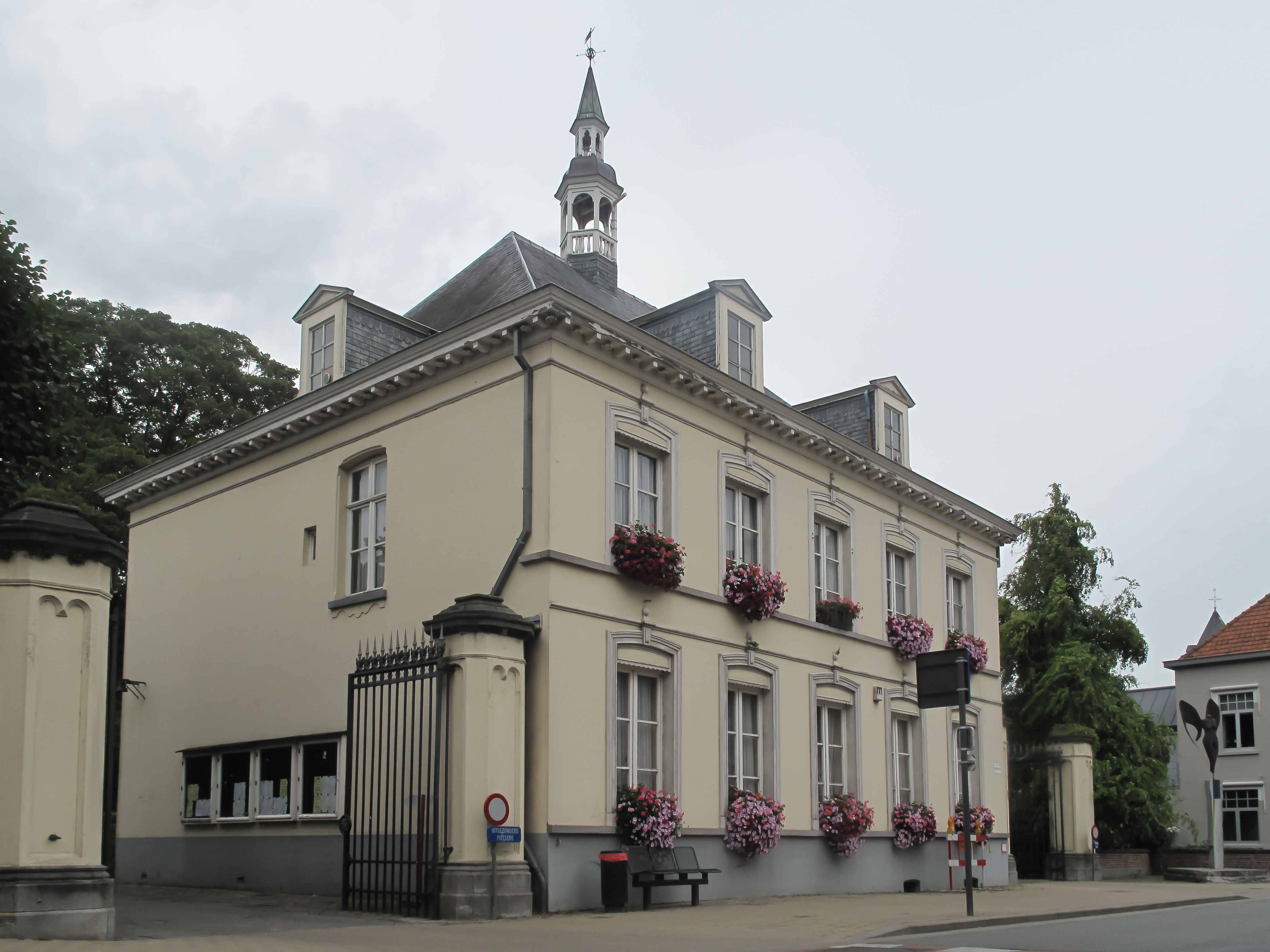
Sint Annakasteel
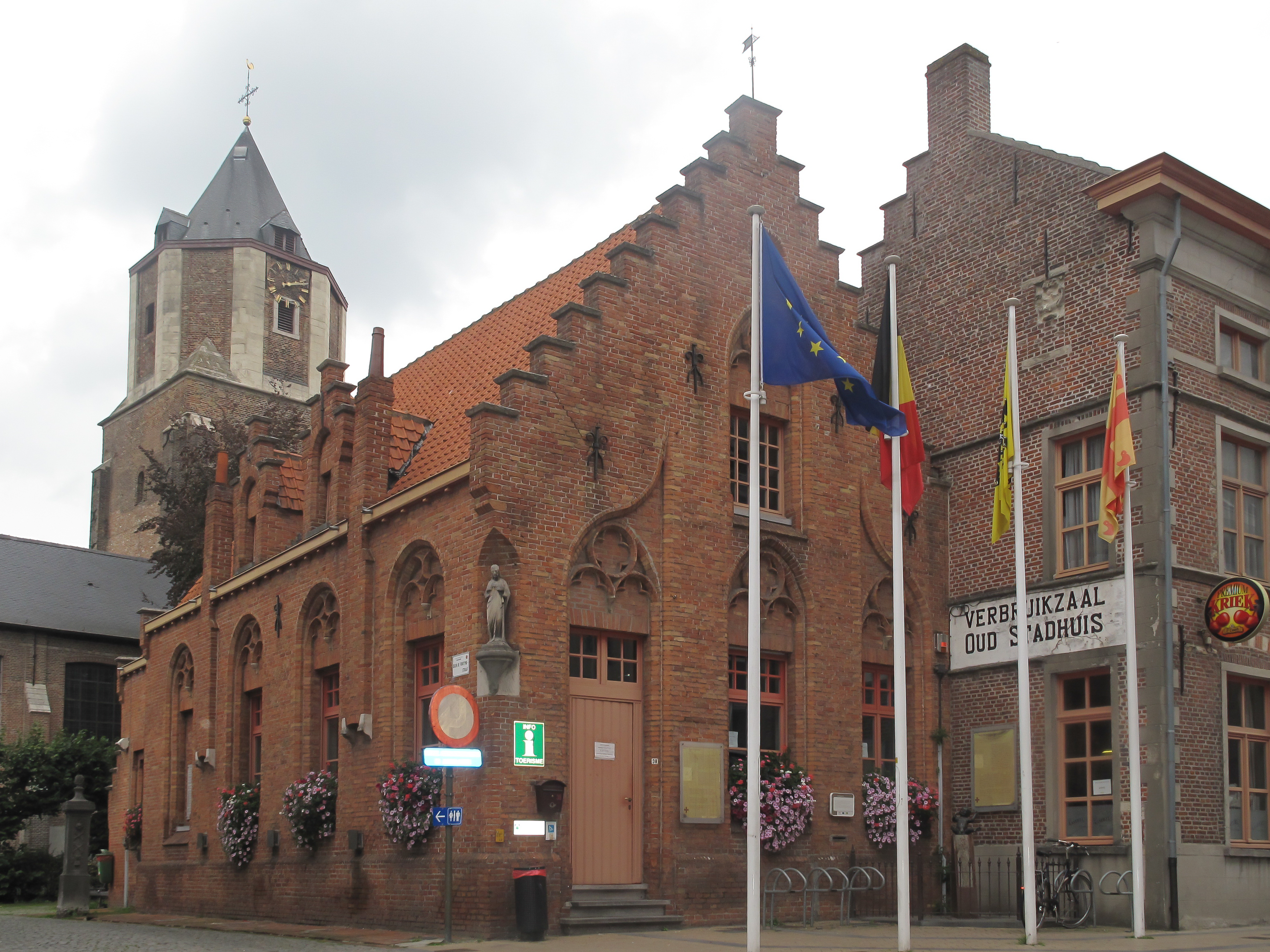
Oud Schepenhuis

## Natuur en landschap
Maldegem ligt op de grens van het zeekleipoldergebied en zandig Vlaanderen, hier gekenmerkt door de cuesta Zomergem-Oedelem. De hoogte van de kom bedraagt ongeveer 6 meter. De kwartaire deklaag is erg onvruchtbaar, reden waarom het ten zuiden van Maldegem gelegen Maldegemveld met moeite ontgonnen kon worden. Door Maldegem stroomt de Ede in noordelijke richting, oorspronkelijk naar de haven van Aardenburg, maar tegenwoordig komt het riviertje bij Strobrugge uit in het Schipdonkkanaal dat, evenals het Leopoldkanaal, ten noorden van Maldegem verloopt.
In de omgeving van Maldegem vindt men enkele boscomplexen, zoals het Paddepoelebos in het noordwesten, en het Kallekesbos in het zuidwesten, bij de buurtschap Burkel. Verdere bossen vindt men in de omgeving van Kleit.
Maldegem vormt een knooppunt van drukke autowegen (N49 en N44) en is als zodanig enigszins verstedelijkt.

## Kernen

### Deelgemeenten
|   | Naam             | Opp. (km²) | Inwoners (2020) | Inwoners per km² | NIS-code |
| - | ---------------- | ---------- | --------------- | ---------------- | -------- |
| 1 | Maldegem (I)     | 63,41      | 16.762          | 264              | 43010A   |
| 2 | Middelburg (III) | 5,98       | 672             | 112              | 43010B   |
| 3 | Adegem (II)      | 26,14      | 6.522           | 250              | 43010C   |

### Andere kernen
De deelgemeente Maldegem kent naast het centrum nog de kernen Kleit (IV) en Donk (V) met respectievelijk 2.641 en 918 inwoners (1 jan. 2020).
De gemeente grenst aan de volgende (deel)gemeenten:
- a. Sint-Laureins
- b. Eeklo
- c. Oostwinkel (Lievegem)
- d. Ursel (Aalter)
- e. Knesselare (Aalter)
- f. Oedelem (Beernem)
- g. Sijsele (Damme)
- h. Moerkerke (Damme)
- i. Lapscheure (Damme)

En aan de Nederlandse gemeente Sluis, provincie Zeeland.

## Demografie

### Demografische ontwikkeling  voor de fusie
- Bronnen:NIS, Opm:1831 t/m 1970=volkstellingen; 1976=inwoneraantal op 31 december

### Demografische ontwikkeling van de fusiegemeente
Alle historische gegevens hebben betrekking op de huidige gemeente, inclusief deelgemeenten, zoals ontstaan na de fusie van 1 januari 1977.
- Bronnen:NIS, Opm:1831 tot en met 1981=volkstellingen; 1990 en later= inwonertal op 1 januari

| Inwoners van jaar tot jaar op 1 januari 1992 tot heden | Inwoners van jaar tot jaar op 1 januari 1992 tot heden | Inwoners van jaar tot jaar op 1 januari 1992 tot heden |
| jaar                                                   | Aantal                                                 | Evolutie: 1992=index 100                               |
| ------------------------------------------------------ | ------------------------------------------------------ | ------------------------------------------------------ |
| 1992                                                   | 21.389                                                 | 100,0                                                  |
| 1993                                                   | 21.463                                                 | 100,3                                                  |
| 1994                                                   | 21.512                                                 | 101,2                                                  |
| 1995                                                   | 21.655                                                 | 102,2                                                  |
| 1996                                                   | 21.864                                                 | 102,2                                                  |
| 1997                                                   | 21.841                                                 | 102,1                                                  |
| 1998                                                   | 21.892                                                 | 102,4                                                  |
| 1999                                                   | 21.965                                                 | 102,7                                                  |
| 2000                                                   | 22.036                                                 | 103,0                                                  |
| 2001                                                   | 22.075                                                 | 103,2                                                  |
| 2002                                                   | 22.081                                                 | 103,2                                                  |
| 2003                                                   | 22.088                                                 | 103,3                                                  |
| 2004                                                   | 22.014                                                 | 102,9                                                  |
| 2005                                                   | 22.129                                                 | 103,5                                                  |
| 2006                                                   | 22.289                                                 | 104,2                                                  |
| 2007                                                   | 22.366                                                 | 104,6                                                  |
| 2008                                                   | 22.402                                                 | 104,7                                                  |
| 2009                                                   | 22.667                                                 | 106,0                                                  |
| 2010                                                   | 22.791                                                 | 106,6                                                  |
| 2011                                                   | 22.997                                                 | 107,5                                                  |
| 2012                                                   | 23.126                                                 | 108,1                                                  |
| 2013                                                   | 23.138                                                 | 108,2                                                  |
| 2014                                                   | 23.263                                                 | 108,8                                                  |
| 2015                                                   | 23.420                                                 | 109,5                                                  |
| 2016                                                   | 23.452                                                 | 109,6                                                  |
| 2017                                                   | 23.550                                                 | 110,1                                                  |
| 2018                                                   | 23.689                                                 | 110,8                                                  |
| 2019                                                   | 23.774                                                 | 111,2                                                  |
| 2020                                                   | 23.958                                                 | 112,0                                                  |
| 2021                                                   | 24.114                                                 | 112,7                                                  |
| 2022                                                   | 24.409                                                 | 114,1                                                  |
| 2023                                                   | 24.615                                                 | 115,1                                                  |
| 2024                                                   | 24.744                                                 | 115,7                                                  |
| 2025                                                   | 24.883                                                 | 116,3                                                  |

## Politiek

#### 2013-2018
Na de gemeenteraadsverkiezingen van 2013 sloot CD&V een coalitie met Groen. Tezamen hadden ze een nipte meerderheid van 14 op 27 zetels. De burgemeester was Marleen Van den Bussche (CD&V).

#### 2019-2024
Na de gemeenteraadsverkiezingen van 2018 sloot Open Vld een coalitie met N-VA en De Merlaan (een scheurlijst van de CD&V). Samen hadden ze een meerderheid van 17 op 27 zetels en burgemeester was Bart Van Hulle (Open Vld).
Na het indienen van een motie van wantrouwen tegen Van Hulle op 10 februari 2022 werden Open Vld en De Merlaan aan de kant geschoven en kon een nieuwe coalitie van CD&V, N-VA en Groen van start gaan. Ditmaal met Koenraad De Ceuninck (CD&V) als burgervader en een nipte meerderheid van 14 op 27 zetels.

#### 2024-2030
Bij de gemeenteraadsverkiezingen van oktober 2024 werd CD&V de grootste partij met 13 op 27 zetels. Er werd een coalitie gevormd met de onafhankelijke lijst Ons Dorp, met voormalige leden van Open Vld en N-VA, en zo ontstond er een meerderheid van 18 op 27 zetels. Koenraad De Ceuninck (CD&V) bleef burgemeester.

### Resultaten gemeenteraadsverkiezingen sinds 1976
| Partij of kartel     | Partij of kartel                                     | 10-10-1976 | 10-10-1976 | 10-10-1982 | 10-10-1982 | 9-10-1988 | 9-10-1988 | 9-10-1994 | 9-10-1994 | 8-10-2000 | 8-10-2000 | 8-10-2006 | 8-10-2006 | 14-10-2012 | 14-10-2012 | 14-10-2018 | 14-10-2018 | 13-10-2024 | 13-10-2024 |
| Stemmen / Zetels     | Stemmen / Zetels                                     | %          | 27         | %          | 27         | %         | 27        | %         | 27        | %         | 27        | %         | 27        | %          | 27         | %          | 27         | %          | 27         |
| -------------------- | ---------------------------------------------------- | ---------- | ---------- | ---------- | ---------- | --------- | --------- | --------- | --------- | --------- | --------- | --------- | --------- | ---------- | ---------- | ---------- | ---------- | ---------- | ---------- |
|                      | CVP1/ CD&V2                                          | 46,121     | 13         | 48,031     | 16         | 531       | 17        | 55,531    | 19        | 53,811    | 17        | 52,172    | 16        | 38,52      | 12         | 23,32      | 7(°°)      | 36,72      | 13         |
|                      | De Merlaan1/ Open VLD De MerlaanD                    | -          |            | -          |            | -         |           | -         |           | -         |           | -         |           | -          |            | 11,41      | 3(°)       | 17,4D      | 5          |
|                      | PVV1/ VLD2/ Open Vld3/ Open VLD De MerlaanD          | -          |            | -          |            | 19,251    | 5         | 21,272    | 6         | 24,142    | 7         | 15,242    | 4         | 16,493     | 4          | 29,63      | 9(°)       | 17,4D      | 5          |
|                      | AGALEV1/ Groen!-sp.aC/ Groen2                        | -          |            | 3,691      | 0          | 5,881     | 1         | 8,811     | 2         | 10,411    | 2         | 10,62C    | 2         | 11,272     | 2          | 10,62      | 2(°°)      | 5,62       | 1          |
|                      | SP1/ PSV-SPA/ SP.VU&IDB/ Groen!-sp.aC/ Vooruit2      | -          |            | -          |            | 6,491     | 1         | 3,86A     | 0         | 4,52B     | 0         | 10,62C    | 2         | -          |            | -          |            | 4,92       | 0          |
|                      | GVP1/ PSV2                                           | 38,231     | 11         | 23,641     | 7          | 9,772     | 2         | 3,86A     | 0         | 4,52B     | 0         | -         |           | -          |            | -          |            | -          |            |
|                      | VU-Milieubelangen1/ VU2/ SP.VU&IDB/ OGP N-VA3/ N-VA4 | -          |            | 8,211      | 1          | 5,612     | 1         | 4,552     | 0         | 4,52B     | 0         | 11,663    | 3         | 28,24      | 9          | 18,04      | 5          | 9,74       | 2          |
|                      | Vlaams Blok1/ Vlaams Belang2                         | -          |            | -          |            | -         |           | -         |           | 7,121     | 1         | 10,312    | 2         | 5,542      | 0          | 7,12       | 1          | 7,72       | 1          |
|                      | Ons Dorp1                                            | -          |            | -          |            | -         |           | -         |           | -         |           | -         |           | -          |            | -          |            | 18,21      | 5          |
|                      | E.                                                   | -          |            | 14,01      | 3          | -         |           | -         |           | -         |           | -         |           | -          |            | -          |            | -          |            |
|                      | ME                                                   | 15,64      | 3          | -          |            | -         |           | -         |           | -         |           | -         |           | -          |            | -          |            | -          |            |
|                      | Anderen(*)                                           | -          |            | 2,42       | 0          | -         |           | 5,97      | 0         | -         |           | -         |           | -          |            | -          |            | -          |            |
| Totaal stemmen       | Totaal stemmen                                       | 14362      | 14362      | 15152      | 15152      | 15659     | 15659     | 15879     | 15879     | 16396     | 16396     | 16821     | 16821     | 17034      | 17034      | 17769      | 17769      | 11866      | 11866      |
| Opkomst %            | Opkomst %                                            |            |            |            |            | 96,19     | 96,19     | 94,55     | 94,55     | 94,07     | 94,07     | 95,57     | 95,57     | 93,52      | 93,52      | 94,5       | 94,5       | 60,8       | 60,8       |
| Blanco en ongeldig % | Blanco en ongeldig %                                 | 3,73       | 3,73       | 4,78       | 4,78       | 4,14      | 4,14      | 4,9       | 4,9       | 4,28      | 4,28      | 3,89      | 3,89      | 4,29       | 4,29       | 4,5        | 4,5        | 1,4        | 1,4        |

De rode cijfers naast de gegevens duiden aan onder welke naam de partijen telkens bij een verkiezing opkwamen.

De zetels van de gevormde meerderheid staan vetjes afgedrukt. De grootste partij is in kleur.
(*) 1982: MGM (1,43%), MPA (0,99%) / 1994: STORM (4,35%), W.O.W. (1,62%)

## Verkeer
Ten noorden van Maldegem loopt in oost-westrichting de N49/E34. Naar het zuiden toe wordt Maldegem ontsloten door de expresweg N44 richting A10/E40 ter hoogte van Aalter. Ten zuiden van het centrum loopt in oost-westrichting ook de N9, de oude steenweg van Gent naar Brugge.

## Varia

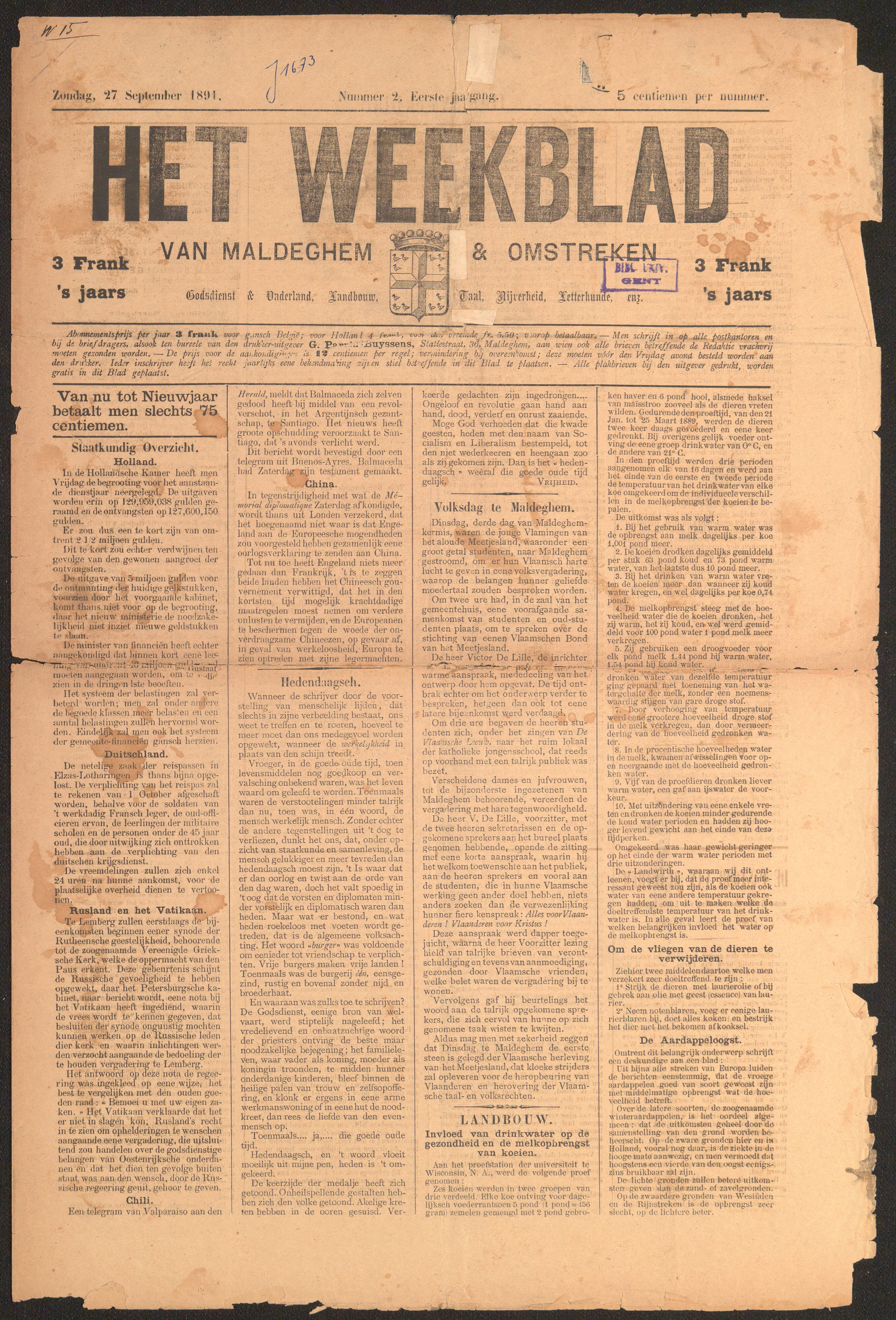
Fragment uit het weekblad van Maldegem en omstreken uit 1891.

- In 2006 werd door de luisteraars van Radio Donna de straat Pispot (in Donk) tot 'Lelijkste straatnaam van Vlaanderen' verkozen.
- Maldegem had sinds lange tijd een eigen weekblad[bron?]

## Verzusteringen
- Ermont
- Lampertheim
- Wierden
- Adria
- Świdnica

## Nabijgelegen kernen
Donk, Kleit, Eede, Adegem